# Gaston de Chasseloup-Laubat

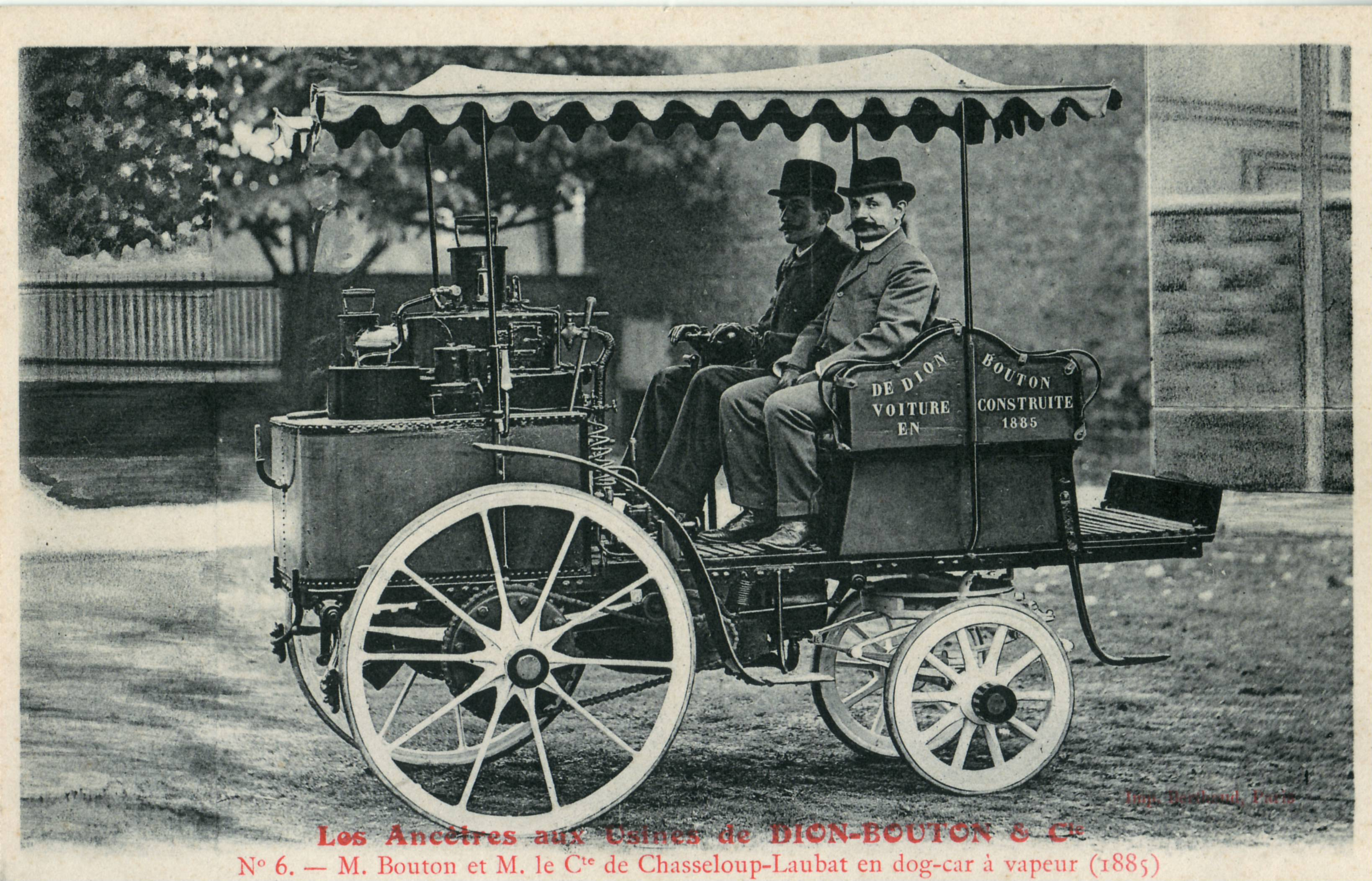
Georges Bouton y el conde de Chasseloup-Laubat en un automóvil de vapor Trépardoux & Cie. Dog Cart de route (1885), posiblemente el vehículo ganador de la prueba Marsella-La Turbie de 1897

El conde Gaston de Chasseloup-Laubat (1867– 20 de noviembre de 1903) fue un aristócrata francés, conocido como corredor automovilístico.

## Semblanza
Chasseloup-Laubat era hijo de Prosper, Marqués de Chasseloup-Laubat, ministro de Napoleón III, y de su mujer americana Marie-Louise Pilié. 
Se hizo famoso por establecer el primer récord de velocidad reconocido oficialmente con un automóvil el 18 de diciembre de 1898, en Achères, Yvelines, utilizando un coche eléctrico Jeantaud. La marca se consiguió en una competición organizada por la revista de automóvil francesa La France Automobile. Completó un recorrido sobre 1 kilómetro en 57 segundos, a una velocidad media de 63,13 kilómetros por hora.
Un mes más tarde, el 17 de enero de 1899, situó el récord en 66,65 km/h, también en Achères, en el primero de una serie de duelos por el récord con Camille Jenatzy. Diez días más tarde, Jenatzy batió el récord con una marca de 80,35 km/h. El récord volvió a manos de Chasseloup-Laubat el 4 de marzo de 1899,  elevándolo a 92,69 km/h. Jenatzy lo batió de nuevo el 29 de abril de 1899, siendo el primero en superar los 100 km/h con una velocidad media de 105 km/h, un récord que perduró tres años.
Chasseloup-Laubat ganó la prueba de larga distancia Marsella-La Turbie en 1897 con un vehículo de vapor construido por Trépardoux & Cie, predecesor de De Dion-Bouton. Esta fue la única carrera entre ciudades importante ganada por un coche de vapor.
El conde murió en Le Cannet, cerca de Cannes, a los 37 años de edad, después de una larga enfermedad que lo incapacitó durante dos años.